# Danny Masterson
Daniel Peter Masterson, detto Danny (Long Island, 13 marzo 1976), è un attore statunitense.

## Biografia
Inizia la sua carriera all'età di 4 anni come baby modello, e successivamente entra nel mondo delle pubblicità interpretandone oltre 100, così la sua famiglia decide di trasferirsi a Los Angeles. Nel 1993 esordisce nel cinema in Beethoven 2, dove interpreta Seth. Seguono le parti in Bye Bye Love e soprattutto in Face/Off - Due facce di un assassino, dove è Karl, fidanzato della figlia del protagonista.
In televisione partecipa ad alcune puntate di Cinque in famiglia, NYPD - New York Police Department e Cybill prima di sfondare definitivamente interpretando Steven Hyde nella sit-com americana That '70s Show. Ha partecipato al video dei Len Feelin' alright. Fratello dell'attore Christopher Masterson e dell'attrice Alanna Masterson, nel 2011 si è sposato con l'attrice Bijou Phillips da cui ha avuto una figlia, Finna Francis, nel febbraio 2014.

### Condanne per stupro
Nel marzo 2017 quattro donne hanno presentato accuse di violenza sessuale contro Masterson; il dipartimento di polizia di Los Angeles ha di conseguenza aperto un'indagine. Masterson, attraverso il suo agente, ha negato le accuse. In risposta a queste Netflix ha licenziato Masterson dalla serie comica The Ranch il 5 dicembre 2017, comunicando quanto segue: "Ieri è stato il suo ultimo giorno nello show e la produzione riprenderà all'inizio del 2018 senza di lui". Masterson ha dichiarato di essere "ovviamente molto deluso dalla decisione presa da Netflix di cancellare il mio personaggio da The Ranch". Una quinta donna l'ha accusato di violenza sessuale nel dicembre 2017; dopo di ciò l'agenzia United Talent Agency smise di lavorare con lui.
Un episodio della docu-serie La mia fuga da Scientology di Leah Remini incentrato sulle accuse di abusi sessuali commessi da Masterson ai danni di due donne (come lui membri della Chiesa di Scientology), che sarebbe dovuto uscire nel 2019, è stato rimandato per via di "pressioni" da parte di Scientology stessa. L'episodio alla fine è andato in onda il 27 agosto 2019. Cedric Bixler-Zavala, cantante delle band The Mars Volta e At the Drive-In, ha poi affermato che Masterson ha aggredito sessualmente sua moglie, Chrissie Carnell Bixler. Secondo quanto dichiarato da Bixler-Zavala la canzone Incurably Innocent (dall'album in•ter a•li•a del 2017 degli At the Drive-In) parla proprio di Masterson e del crimine perpetrato nei confronti della moglie del cantante.
Nell'agosto 2019 quattro delle vittime hanno intentato una causa contro Masterson e la chiesa di Scientology per stalking e molestie. Il 17 giugno 2020 Masterson è stato accusato di aver violentato una donna di 23 anni nel 2001, una donna di 28 anni all'inizio del 2003 e una donna di 23 anni alla fine del 2003. Le tre incriminazioni sono arrivate dopo un'indagine di tre anni iniziata nel 2017. Il 21 gennaio 2021 si è dichiarato non colpevole. Il 7 settembre 2023 è stato condannato a 30 anni di carcere per due stupri.

## Filmografia parziale

### Cinema
- Beethoven 2 (Beethoven's 2nd), regia di Rod Daniel (1993)
- Mariti imperfetti (Bye Bye Love), regia di Sam Weisman (1995)
- Face/Off - Due facce di un assassino (Face/Off), regia di John Woo (1997)
- Safe Sex - Tutto in una notte (Trojan War), regia di George Huang (1997)
- Star Kid (1997)
- Too Pure (1998)
- The Faculty, regia di Robert Rodriguez (1998)
- Wild Horses, regia di Soleil Moon Frye e Meeno Peluce (1998)
- Dirt Merchant (1999)
- Dracula's Legacy - Il fascino del male (Dracula 2000), regia di Patrick Lussier (2000)
- Alex in Wonder (2001)
- Hip, Edgy, Sexy, Cool (2002)
- Comic Book Villains (2002)
- Hold On - cortometraggio (2002)
- Puff, Puff, Pass (2006)
- Smiley Face, regia di Gregg Araki (2007)
- You Are Here (2007)
- Capers (2008)
- Yes Man, regia di Peyton Reed (2008)
- Wake, regia di Ellie Kanner (2009)
- Made for Each Other, regia di Daryl Goldberg (2009)
- The Bridge to Nowhere (2009)
- Hot Bot, regia di Michael Polish (2016)
- Urge, regia di Aaron Kaufman (2016)

### Televisione
- Cinque in famiglia (Party of Five) - serie TV, episodio 2x21 (1996)
- Cybill - serie TV, 16 episodi (1996-1998)
- Strane frequenze - film TV (2001)
- Il mostro oltre lo schermo (How to Make a Monster) - film TV (2001)
- That '70s Show - serie TV, 200 episodi (1998-2006)
- Kim Possible, serie animata, episodio 3x12 (2006) - voce
- White Collar - serie TV, episodio 3x02 (2011)
- Men at Work - serie TV, 31 episodi (2012-2014)
- The Ranch - serie TV, 50 episodi (2016-2018)

## Doppiatori italiani
Nelle versioni in italiano delle opere in cui ha recitato, Danny Masterson è stato doppiato da:
- Corrado Conforti in Beethoven 2
- Nanni Baldini in Mariti imperfetti
- Oreste Baldini in Face/Off - Due facce di un assassino
- Simone D'Andrea in Safe Sex - Tutto in una notte
- Massimiliano Alto in Dracula's Legacy - Il fascino del male
- Fabrizio Picconi in That 70's Show (st. 1-6)
- Paolo Spennato in That 70's Show (st. 7-8)
- Edoardo Stoppacciaro in Yes Man
- Fabrizio Manfredi in White Collar
- Andrea Ward in Urge
- Alessandro Quarta in Men at Work
- Riccardo Scarafoni in The Ranch

Da doppiatore è stato sostituito da:
- Mirko Mazzanti in Kim Possible